# Diaphania dohrni
Diaphania dohrni is een vlinder uit de familie van de grasmotten (Crambidae), uit de onderfamilie van de Spilomelinae. De wetenschappelijke naam van deze soort is voor het eerst voorgesteld als Glyphodes dohrni door George Francis Hampson in een publicatie uit 1899.
De spanwijdte bedraagt 32 millimeter.
De soort komt voor in Zuid-Amerika.